# 田中完三
田中 完三（たなか かんぞう、1886年1月20日 - 1986年1月9日）は日本の実業家。三菱商事の社長・会長、三菱本社の社長を務めた。

## 人物
新潟県佐渡郡相川町（現：佐渡市相川）出身。儒学者、佐渡奉行所地役人の田中葵園は祖父。
1908年に東京高等商業学校（のちの一橋大学）を卒業し、三菱合資会社入社。1940年三菱商事会長、1943年三菱商事社長。
占領軍指令により追放された岩崎小弥太前社長の後継として、1945年に三菱本社に社長就任し、財閥解体による三菱本社清算まで、最後の社長を務めた。
1954年には旧三菱商事の後継会社である光和産業と東京貿易、不二貿易の大合同を実現。
1986年葉山町の自宅で死去、享年99。

## 略歴
- 1886年 新潟県佐渡郡相川町（現：佐渡市相川）出身
- 1908年 東京高等商業学校（のちの一橋大学）本科卒業、三菱合資会社入社
- 1940年 三菱商事会長
- 1943年 三菱商事社長
- 1945年 三菱本社社長
- 1986年 死去